# 龐
龐（ほう）は、漢姓の一つ。

## 中国の姓
2020年の中華人民共和国の統計では人数順の上位100姓に入っていない。台湾の2018年の統計では異体字の「龎」は195番目に多い姓で、2,270人がおり、正体字の「龐」は239番目に多い姓で、1,173人がいる。

### 著名な人物
- 龐涓 - 戦国時代の魏の将軍。
- 龐煖 - 戦国時代の趙の将軍。
- 龐萌 - 新代から後漢時代初期の武将。
- 龐統 - 後漢末期の武将、政治家。
- 龐徳 - 後漢末期の武将。
- メイ・パン（中国名：龐鳳儀） - ジョン・レノンとオノ・ヨーコの個人秘書

### 架空の人物
- 龐毅 - 『蕩寇志』の登場人物。

## 朝鮮の姓
龐（ほう、パン、朝: 방）は、朝鮮人の姓の一つである。2015年の国勢調査による韓国内での人口は893人。

### 氏族
| 氏族（地域） | 創始者                                           | 人数（2015年） |
| ------------ | ------------------------------------------------ | -------------- |
| 開城龐氏     | 中国の周朝の顕王時代魏の将軍の龐涓の子孫の龐斗賢 | 835            |
| 松都龐氏     |                                                  | 16             |
| 温陽龐氏     |                                                  | 27             |